# Jefferson City (Tennessee)
Jefferson City es una ciudad ubicada en el condado de Jefferson en el estado estadounidense de Tennessee. En el Censo de 2010 tenía una población de 8.047 habitantes y una densidad poblacional de 483,42 personas por km².

## Geografía
Jefferson City se encuentra ubicada en las coordenadas 36°7′13″N 83°29′1″O / 36.12028, -83.48361. Según la Oficina del Censo de los Estados Unidos, Jefferson City tiene una superficie total de 16.65 km², de la cual 16.53 km² corresponden a tierra firme y (0.72%) 0.12 km² es agua.

## Demografía
Según el censo de 2010, había 8.047 personas residiendo en Jefferson City. La densidad de población era de 483,42 hab./km². De los 8.047 habitantes, Jefferson City estaba compuesto por el 0.09% blancos, el 5.88% eran afroamericanos, el 0.55% eran amerindios, el 1.22% eran asiáticos, el 0.09% eran isleños del Pacífico, el 3.37% eran de otras razas y el 2% pertenecían a dos o más razas. Del total de la población el 7.69% eran hispanos o latinos de cualquier raza.